# Luis Flores Manzor
Luis Alexis Flores Manzor (Rancagua, Chile, 12 de febrero de 1982) es un exfutbolista chileno que jugaba como defensa y volante. Actualmente es director técnico de la Serie Proyección en O'Higgins.

## Clubes
| Club                 | País  | Año       |
| -------------------- | ----- | --------- |
| O'Higgins            | Chile | 2001-2002 |
| Universidad de Chile | Chile | 2003      |
| O'Higgins            | Chile | 2004-2007 |
| Cobresal             | Chile | 2008-2009 |
| Rangers              | Chile | 2010-2011 |

- Datos: Q6700595